# Calculadora de Leibniz

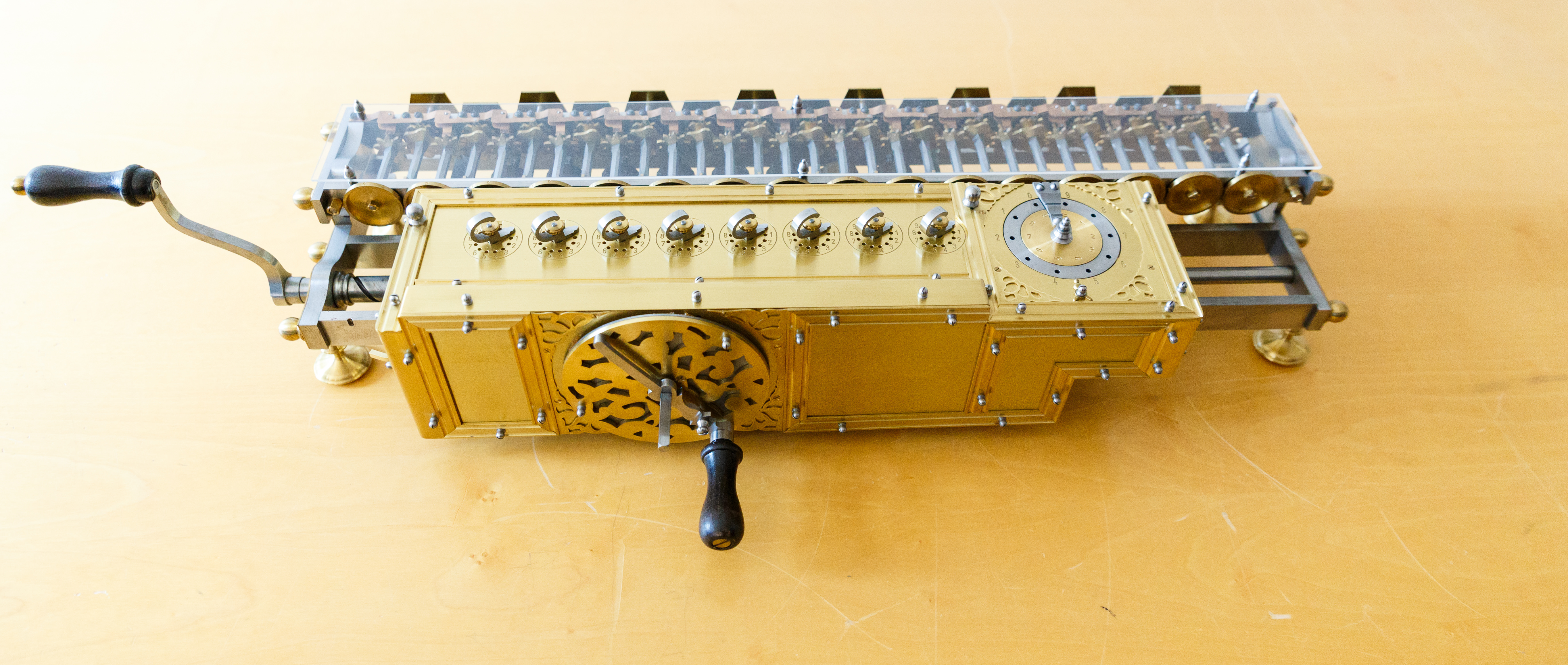
Una còpia de la calculadora de Leibniz al museu de Dresden

La calculadora de Leibniz va ser una calculadora digital mecànica inventada l'any 1672 i completada l'any 1694 pel matemàtic i filòsof Gottfried Wilhelm Leibniz a partir de la seva amistat amb el matemàtic i astrònom holandès Christian Huygens i el coneixement de la calculadora (Pascalina) de Blaise Pascal. Si la calculadora de Pascal va ser motivada pel gran nombre de càlculs que havia de fer el seu pare, el motiu de la de Leibniz va ser facilitar els nombrosos càlculs de Huygens. Mentre la calculadora de Pascal només sumava i restava la de Leibniz també multiplicava i dividia. Aquesta calculadora va ser mostrada per Leibniz a l'Acadèmia Francesa i la Royal Society.
Malgrat que les calculadores no es van generalitzar fins al segle xix, el sistema de cilindres inventat per Leibniz va ser usat en les altres calculadores mecàniques inventades en els següents 200 anys.

## Descripció

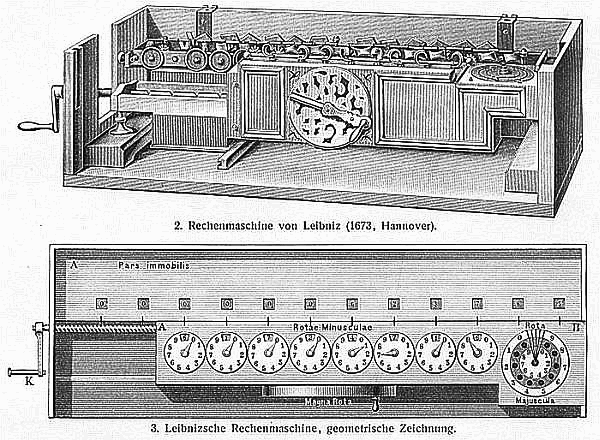
Dibuix de 1897 de la calculadora de Leibniz en la seva versió de 12 dígits.

No és clar quantes versions se'n van fer. La versió del prototip de 16 digits feia 67 cm de llarg i estava feta de llautó i d'acer polit muntat dins una caixa de roure. Estava compost de dues parts paral·leles un acumulador de computació i amb l'entrada de dades de 8 dials. Els resultats apareixien en 16 finestretes

## Galeria

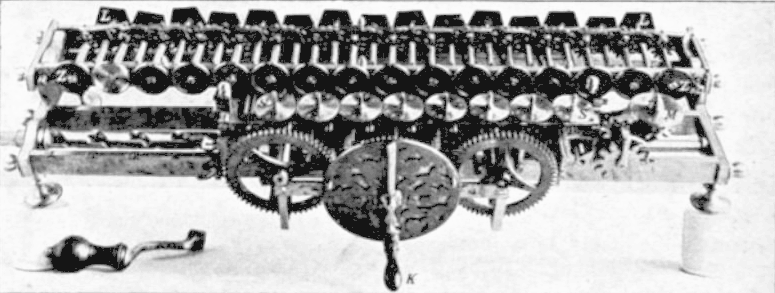
Mecanisme intern de la calculadora.
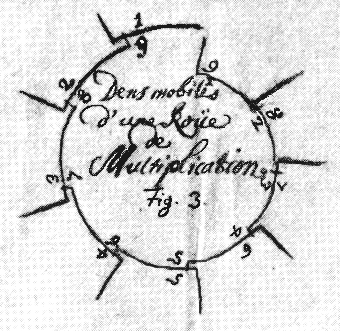
Esbós de la màquina calculadora de pinyó de Leibniz
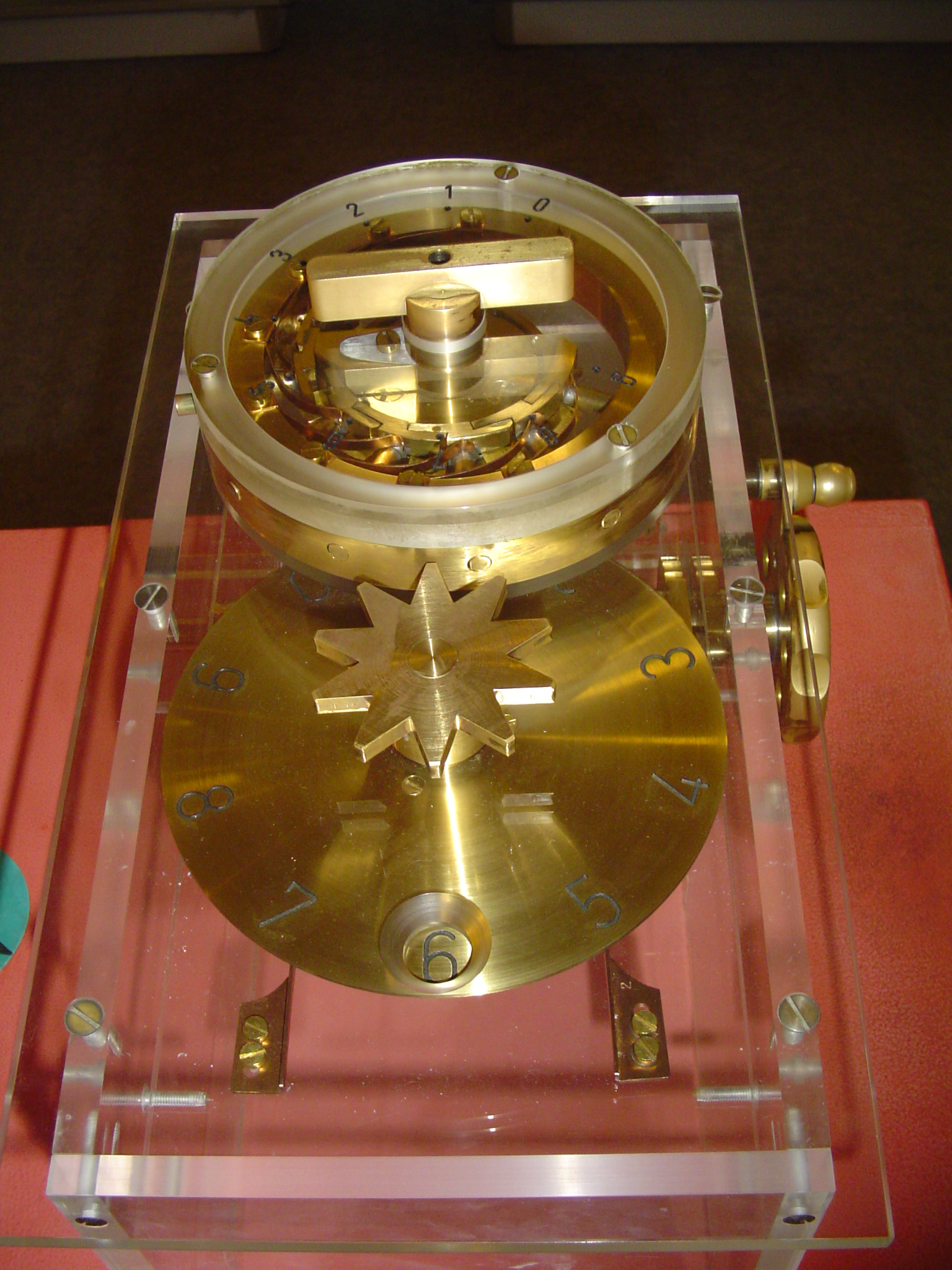
Rèplica de la màquina de Leibniz